# Bathytroctes microlepis
Bathytroctes microlepis är en fiskart som beskrevs av Günther, 1878. Bathytroctes microlepis ingår i släktet Bathytroctes och familjen Alepocephalidae. Inga underarter finns listade.

## Bildgalleri

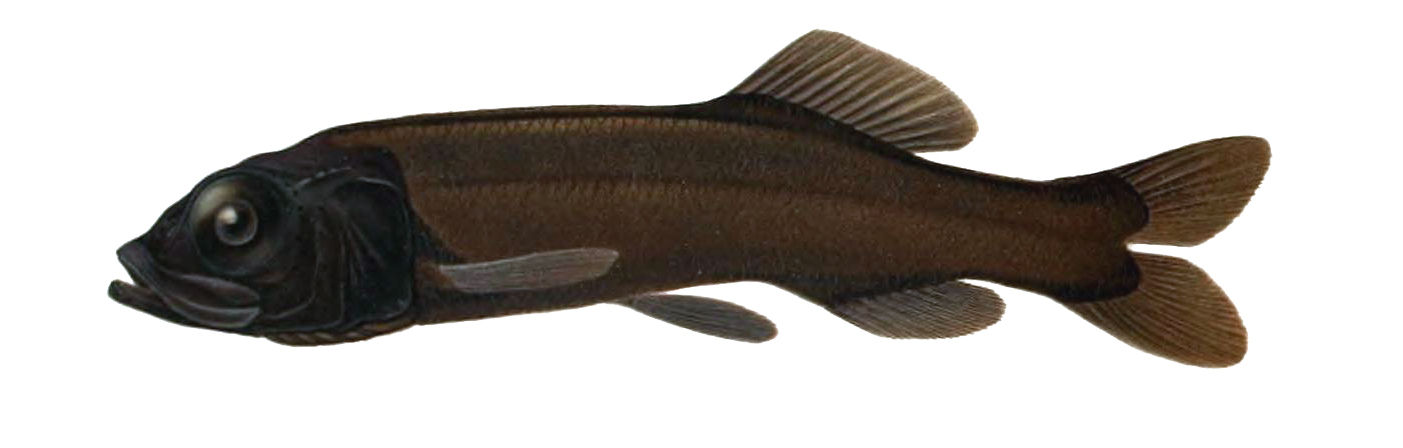
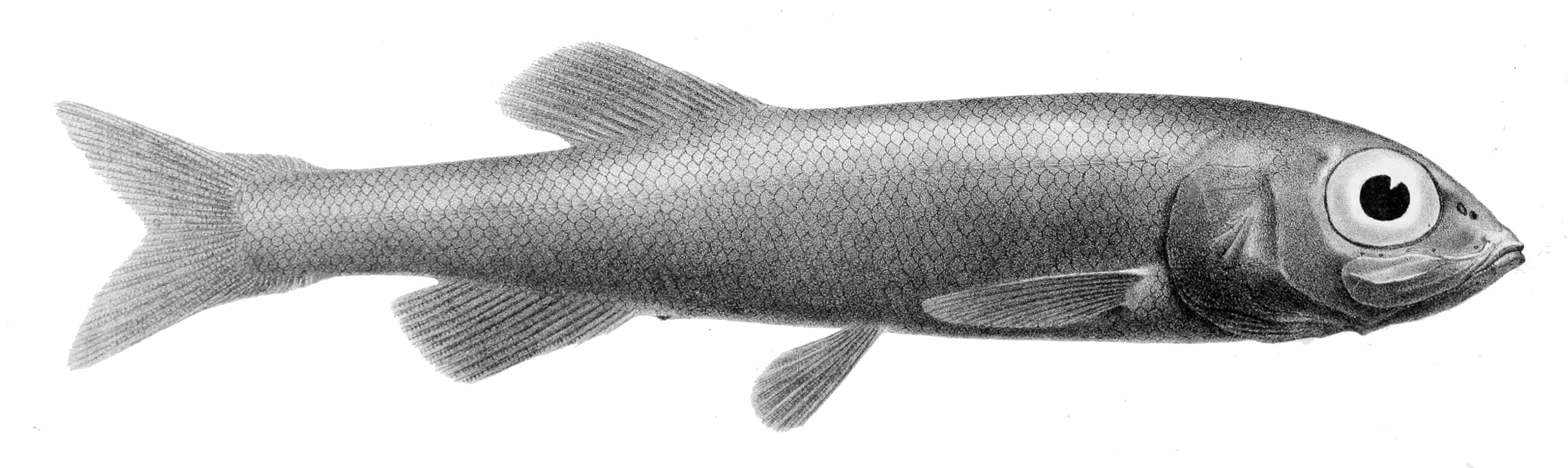